# Hotseat
Hotseat або hot seat — це багатоосібний режим, який надають деякі покрокові відеоігри , що дозволяє двом або більше гравцям грати на одному пристрої по черзі. Термін спочатку використовувався як посилання на гру на комп’ютері та обмін місцями з іншим гравцем, але цей режим сягає аркадних ігор на початку 1980-х років. Яскравим прикладом ігор, які використовують цей режим, є «Heroes of Might and Magic» серії, яка дозволяє до 8 гравців грати локально на одному комп’ютері. Багатоосібна гра hotseat також стала популярною в деяких відеоіграх на консолях, особливо в певних багатоосібних іграх, призначених для сімейного відпочинку, у жанрі party або в обох. Наприклад, в іграх Wii Wii Sports і Wii Sports Resort є певні види спорту, як-от гольф, які вимагають від суперників по черзі. Гравці спільно використовують Wii Remote, системний контролер, яким поточний гравець володіє під час ходу. Hotseat play дозволяє гравцям грати в багатоосібну гру лише з однією копією гри лише на одному пристрої. Оскільки гра в гарячому місці зазвичай визначається як покрокова, тривалість гри може перевищувати тривалість порівнянної мережевої багатоосібної гри в реальному часі, де кожен гравець може діяти одночасно. Деякі ігри дозволяють гравцям з гарячого місця та мережевим гравцям змагатися один з одним в одній грі, зберігаючи при цьому покрокову гру. У таких випадках hotseat дозволяє N гравцям грати на менш ніж N фізичних комп’ютерах.
1. ↑  Fernández-Vara, Clara (17 липня 2014). Introduction to Game Analysis. Routledge. с. 91. ISBN 978-1134474134. Процитовано 25 листопада 2014.